# Literary Review
Ne doit pas être confondu avec The Literary Review (en)

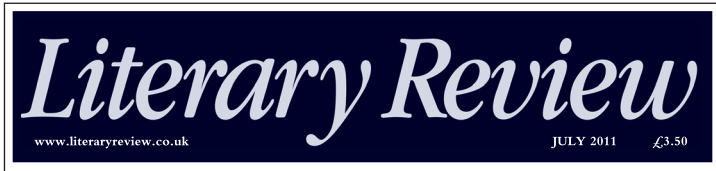
Logo de Literary Review (édition juillet 2011)

Literary Review est un magazine littéraire britannique fondé en 1979 par Anne Smith, alors directrice du département d'anglais de l'université d'Édimbourg.    
Ses bureaux sont situés à Lexington Street, à Soho, à Londres, et son tirage est de 44 750 exemplaires.         
Le magazine a été édité pendant quatorze ans par le journaliste Auberon Waugh. La rédactrice en chef actuelle est Nancy Sladek. 
Le magazine examine une vaste gamme de livres publiés, notamment des ouvrages de fiction, d'histoire, de politique, de biographie et de voyage. Parmi les collaborateurs au magazine figurent Diana Athill, Kingsley Amis, Martin Amis, Beryl Bainbridge, John Banville, Julian Barnes, Maile Chapman, Hilary Mantel, John Mortimer, Malcolm Bradbury, A. S. Byatt, Paul Johnson, David Starkey, John Grey, Robert Harris, Nick Hornby, Richard Ingrams, Joseph O'Neill, Lynn Barber, Derek Mahon, Oleg Gordievsky, John Sutherland et D.J. Taylor.  
Literary Review imprime également de nouvelles fictions. Les auteurs récemment publiés incluent William Trevor, Claire Keegan et Nicola Barker. 

## Prix Bad Sex in Fiction
Literary Review est connue pour son prix annuel Bad Sex in Fiction. Chaque année depuis 1993, Literary Review remet le prix annuel Bad Sex in Fiction à l'auteur qui produit la pire description d'une scène de sexe dans un roman. Le prix se présente sous la forme d'un « trophée semi-abstrait représentant le sexe dans les années 1950 » et représente une femme nue drapée sur[Quoi ?] un livre ouvert[réf. nécessaire]. Le prix a été créé par Rhoda Koenig, critique littéraire, et Auberon Waugh, alors rédacteur en chef du magazine. 

### Lauréats
- 1993 : Melvyn Bragg, A Time to Dance
- 1994 : Philip Hook, The Stonebreakers
- 1995 : Philip Kerr, La Tour d'Abraham
- 1996 : David Huggins, The Big Kiss: An Arcade Mystery
- 1997 : Nicholas Royle, The Matter of the Heart
- 1998 : Sebastian Faulks, Charlotte Gray
- 1999 : A. A. Gill, Starcrossed
- 2000 : Sean Thomas, Kissing England[4]
- 2001 : Christopher Hart, Rescue Me
- 2002 : Wendy Perriam, Tread Softly[3]
- 2003 : Aniruddha Bahal, Bunker 13
- 2004 : Tom Wolfe, Moi, Charlotte Simmons
- 2005 : Giles Coren, Winkler[5]
- 2006 : Iain Hollingshead, Twenty Something[6]
- 2007 : Norman Mailer, Un château en forêt[7]
- 2008 : Rachel Johnson, Shire Hell ; John Updike, Lifetime Achievement Award
- 2009 : Jonathan Littell, Les Bienveillantes[8]
- 2010 : Rowan Somerville, The Shape of Her[9]
- 2011 : David Guterson, Ed King[10]
- 2012 : Nancy Huston, Infrared[11]
- 2013 : Manil Suri, The City of Devi
- 2014 : Ben Okri, The Age of Magic[12]
- 2015 : Morrissey, List of the Lost[13]
- 2016 : Erri De Luca, The Day Before Happiness
- 2017 : Christopher Bollen, The Destroyers
- 2018 : James Frey, Katerina
- 2019 : Didier Decoin, Le Bureau des jardins et des étangs ; John Harvey, Pax[14]